# Амнат Чароен
Амнат Чароен е една от 76-те провинции на Тайланд. Столицата ѝ е едноименния град Амнат Чароен. Населението на провинцията е 359 360 жители (2000 г. – 63-та по население), а площта 3161,2 кв. км (60-а по площ). Намира се в часова зона UTC+7. Разделена е на 7 района, които са разделени на 56 общини и 653 села.